# قاموس جمعية الرأي الناصري
قاموس جمعية الرأي الناصري كتاب من تأليف الشاعر رضا قوليخان هدايت. وقد أُلف هذا الكتاب سنة 1288هـ. يحتوي هذا الكتاب على أربع وعشرين "جمعية" مع شرح مصطلحاتها. أما القسم الأخير من الكتاب فهو "في كشف بعض الإشارات والاستعارات الفارسية والعربية مع شواهدها من قصيدتي فسح وبلغة".

## موارد
- ثقافة جمعية الآراء الناصرية، تأليف أمير الشعرة رضا قوليخان، الاسم المستعار هدايت، صدرت عن المكتبة الإسلامية، بجهود ورأس مال السيد الحاج سيد إسماعيل كتابجي وأخوة أبناء المرحوم الحاج سيد أحمد كتابجي المؤسس (لم يذكر تاريخ النشر).
- فرهنك معين